# نيك باترسون
نيك باترسون هو لاعب اللاكروس كندي، ولد في 12 أغسطس 1982 في فانكوفر في كندا.